# Krasnosielskoje (obwód samarski)
Krasnosielskoje (ros. Красносельское) – wieś (sieło) w Rosji, w obwodzie samarskim, w rejonie siergijewskim. W 2021 liczyła 465 mieszkańców.